# Auckland Geddes, 1:e baron Geddes
Auckland Campbell Geddes, 1:e baron Geddes, född 21 juni 1879 i London, död där 8 juni 1954, var en brittisk politiker och diplomat. Han var bror till sir Eric Campbell Geddes.
Geddes var ursprungligen praktiserande läkare, därefter professor i anatomi i Edinburgh, Dublin och vid McGill University. År 1909 inaldes han som Fellow of the Royal Society of Edinburgh. Geddes deltog som löjtnant i boerkriget (1899–1902) och 1914–1916 i första världskriget, där han nådde brigadgenerals rang. År 1916 blev han rekryteringsdirektör i krigsministeriet, var augusti 1917–november 1918 Minister of National Service i Lloyd Georges ministär och fyllde med framgång sin uppgift att till största möjliga effektivitet organisera det i hemlandet för krigsändamål bedrivna arbetet. November 1918–maj 1919 var han president i Local Government Board (kommunalminister) och 1920–1924 brittisk ambassadör i Washington. Geddes var 1917–1920 underhusledamot och erhöll 1917 knightvärdighet. Han var ett av Englands ombud vid Washingtonkonferensen 1921–1922. År 1942 fick han säte i överhuset som baron Geddes.